# Walde-Mar de Andrade e Silva
Valdemar de Andrade e Silva (Timburi, 1933, +15 de dezembro 2015 em Embú) foi um ator, artista plástico, escritor e pesquisador brasileiro. Em 1964, cursou artes cênicas com o professor Eugênio Kusnet no Teatro Oficina em São Paulo. Interessa-se desde muito cedo pela etnologia, que irá permear toda sua produção artística e intelectual. Pesquisador da cultura indígena, viveu por vários anos com grupos étnicos no Parque Nacional do Xingu, com apoio dos irmãos Villas Bôas. Como escritor, publicou Lendas e Mitos dos Índios Brasileiros, editado na Alemanha e no Japão.
No campo das artes visuais, a temática indígena e as paisagens naturais também servem de tema central ao seu trabalho. Possui obras em acervos de diversas instituições nacionais e internacionais, como o Museu de Antropologia da Universidade Estadual de Indiana, Museu de Antropologia da Universidade Estadual de Michigan, Museu de Arte Contemporânea de Skopje, entre outros.
Fundou o Centro de Informação da Cultura Indígena e, em 2005, criou o Museu do Índio de Embu, com objetos de interesse artístico, histórico e etnológico, angariados durante sua estadia no Parque Nacional do Xingu e em diversas visitas a grupos culturais indígenas das regiões Norte e Centro-Oeste do Brasil.